# Fundacja TRES
Fundacja TRES – polska fundacja działająca w Zbąszyniu.
Celami działania fundacji są m.in.: wspieranie inicjatyw promujących komunikację międzykulturową, wspieranie twórców, gromadzenie i udostępnianie dóbr kultury, promocja wielokulturowego dziedzictwa Polski, kultywowanie pamięci o fotograficznej i kulturalnej działalności Kazimierza Olejniczka. Cele fundacji realizowane są m.in. poprzez współpracę z twórcami, naukowcami oraz instytucjami, organizację wydarzeń (konferencji, spotkań, wystaw, koncertów, imprez kulturalnych i edukacyjnych), produkcję wydawniczą i filmową.
Fundacja realizuje wiele projektów artystycznych, edukacyjnych i wydawniczych, zwłaszcza związanych z fotografią. Wśród przedsięwzięć fundacji znalazły się m.in. projekty Skarby Biblioteki Kórnickiej (kanał YouTube poświęcony Bibliotece Kórnickiej), wydawnictwa książkowe (Florentyn Trawiński. Zbawca Luwru... Fakty i mity), inwentaryzacja grobów polskich regionu paryskiego, warsztaty fotograficzne dla podopiecznych zakładów poprawczych, film o Feliksie Chiczewskim, digitalizacja szklanych negatywów, archiwum materiałów związanych z deportacją Żydów do Polski w 1938, wystawy fotograficzne.